# Futsal nos Jogos Sul-Americanos de 2014
O torneio de futsal nos Jogos Sul-Americanos de 2014 ocorreu entre 13 e 16 de março de 2014, com todas as partidas sendo disputadas no Ginásio Chimkowe. Houve apenas um evento masculino com seis equipes.

## Calendário
| Março  | 08 | 09 | 10 | 11 | 12 | 13 | 14 | 15 | 16 | 17 | 18 |
| ------ | -- | -- | -- | -- | -- | -- | -- | -- | -- | -- | -- |
| Futsal |    |    |    |    |    |    |    |    | MF |    |    |

|  | Disputa          |
|  | MF= Rodada Final |

## Resultados

### Torneio Masculino

#### Fase Única

##### 1ª Rodada
| 13 de março de 2014 | Chile | 1 – 2 | Argentina | Ginásio Chimkowe, Santiago |
| 16:00               |       |       |           |                            |

| 13 de março de 2014 | Brasil | 3 – 1 | Paraguai | Ginásio Chimkowe, Santiago |
| 18:15               |        |       |          |                            |

| 13 de março de 2014 | Colômbia | 1 – 1 | Uruguai | Ginásio Chimkowe, Santiago |
| 20:45               |          |       |         |                            |

##### 2ª Rodada
| 14 de março de 2014 | Brasil | 2 – 0 | Uruguai | Ginásio Chimkowe, Santiago |
| 16:00               |        |       |         |                            |

| 14 de março de 2014 | Chile | 1 – 2 | Colômbia | Ginásio Chimkowe, Santiago |
| 18:15               |       |       |          |                            |

| 14 de março de 2014 | Argentina | 6 – 1 | Paraguai | Ginásio Chimkowe, Santiago |
| 20:45               |           |       |          |                            |

##### 3ª Rodada
| 15 de março de 2014 | Colômbia | 1 – 2 | Brasil | Ginásio Chimkowe, Santiago |
| 16:00               |          |       |        |                            |

| 15 de março de 2014 | Chile | 2 – 3 | Paraguai | Ginásio Chimkowe, Santiago |
| 18:15               |       |       |          |                            |

| 15 de março de 2014 | Argentina | 3 – 1 | Uruguai | Ginásio Chimkowe, Santiago |
| 20:45               |           |       |         |                            |

##### 4ª Rodada
| 16 de março de 2014 | Chile | 4 – 4 | Uruguai | Ginásio Chimkowe, Santiago |
| 16:00               |       |       |         |                            |

| 16 de março de 2014 | Paraguai | 1 – 5 | Colômbia | Ginásio Chimkowe, Santiago |
| 18:15               |          |       |          |                            |

| 16 de março de 2014 | Brasil | 2 – 0 | Argentina | Ginásio Chimkowe, Santiago |
| 20:45               |        |       |           |                            |

##### 5ª Rodada
| 17 de março de 2014 | Uruguai | 3 – 4 | Paraguai | Ginásio Chimkowe, Santiago |
| 16:00               |         |       |          |                            |

| 17 de março de 2014 | Colômbia | 3 – 4 | Argentina | Ginásio Chimkowe, Santiago |
| 18:15               |          |       |           |                            |

| 17 de março de 2014 | Chile | 0 – 2 | Brasil | Ginásio Chimkowe, Santiago |
| 20:45               |       |       |        |                            |

## Países por medalhas
| Pos. | Nação     | Ouro | Prata | Bronze | Total |
| 1    | Brasil    | 1    | 0     | 0      | 1     |
| 2    | Argentina | 0    | 1     | 0      | 1     |
| 3    | Colômbia  | 0    | 0     | 1      | 1     |